# フアナ2世 (ナバラ女王)
フアナ2世（スペイン語：Juana II, 1312年1月28日 - 1349年10月6日）は、ナバラ王国の女王（在位：1328年 - 1349年）。ナバラ王でもあったフランス王ルイ10世（喧嘩王、ナバラ王としてはルイス1世）と最初の王妃マルグリット・ド・ブルゴーニュの長女。フランス語名ジャンヌ（Jeanne）。

## 生涯
1316年にルイ10世が死去し、その死後に誕生した異母弟ジャン1世（遺腹王、ナバラ王としてはフアン1世）も在位数日で夭折した。しかしフアナは本当にルイ10世の王女か疑問があるとされ、サリカ法を根拠に王位から斥けられ、叔父のフィリップ5世（長身王、同フェリペ2世）、次いでシャルル4世（端麗王、同カルロス1世）が即位した。
シャルル4世は1328年に死去したが、シャルルからフランス王位を嗣いだヴァロワ家のフィリップ6世はナバラ王家の血を引いておらず、フランスとナバラの同君連合は解消された。フアナはフランス王位継承権の放棄、ナバラ王が兼ねていたシャンパーニュ伯の領地（シャンパーニュとブリー）の譲渡と引き換えに、ナバラ王位、アングレーム伯位、モルタン伯（en）位、ロングヴィル伯（en）位を受け取った。彼女自身はフランス王位に即くことはなかったものの、子孫のナバラ王エンリケ3世は1589年にフランス王アンリ4世として即位し、フランスとナバラは再び同君連合となる。
フアナ2世は父の従弟に当たる夫フェリペ3世（フィリップ・デヴルー）とともに共同統治を行なった。フェリペはフィリップ3世の三男ルイ・デヴルーの息子としてエヴルー伯領を相続し、夫婦はノルマンディー地方やシャンパーニュ地方といったフランス北部に広い領地を持った。フェリペ3世は1343年に死去、フアナは1349年に黒死病で死去し、ナバラ王位およびエヴルー伯位は息子カルロス2世が継承した。

## 子女
フアナは1318年6月18日に、エヴルー伯フィリップ・デヴルー（フェリペ3世）と結婚した。フェリペ3世との間には9人の子供が生まれた。
- ジャンヌ（1326年頃 - 1387年） - アラゴン王ペドロ4世との結婚が考えられていたが、修道女となった [13][14]。
- マリー（1329年頃 - 1347年） - アラゴン王ペドロ4世の最初の王妃[14]
- ルイ（1330年 - 1334年）[14]
- ブランシュ（1331年 - 1398年） - フランス王フィリップ6世の2番目の王妃[15]
- シャルル（1332年 - 1387年） - ナバラ王およびエヴルー伯[16][17]
- アニェス（1334年 - 1396年） - フォワ伯ガストン3世と結婚[18][19]
- フィリップ（1336年 - 1363年） - ロングヴィル伯、ヨランド・ド・ダンピエールと結婚[20][21]。
- ルイ（1341年 - 1372年） - ボーモン＝ル＝ロジェ伯、ドゥラッツォ公。マリア・ド・リザラズと結婚、ドゥラッツォ女公ジョヴァンナと結婚[15]。
- ジャンヌ（1342年以降 - 1403年） - ロアン子爵ジャン1世と結婚[20]